# Codex Claromontanus

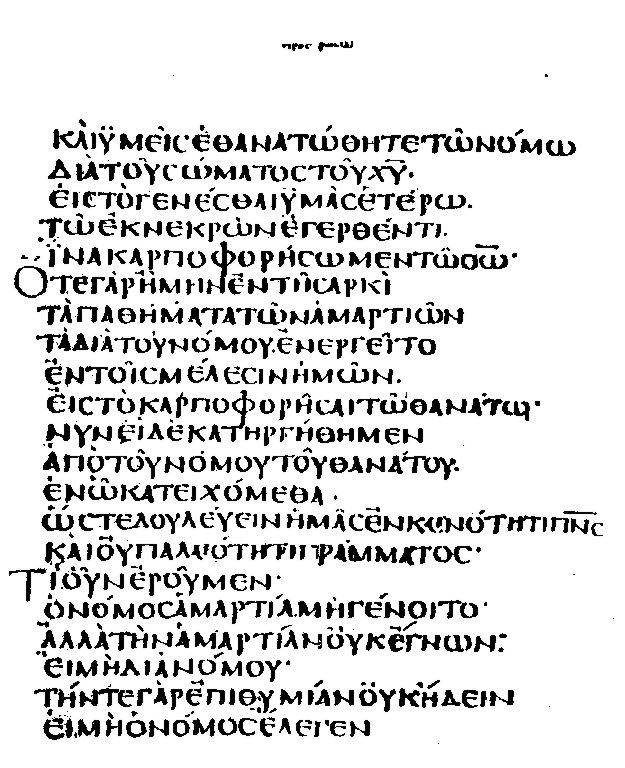
Codex Claromontanus.

El Codex Claromontanus es un manuscrito realizado en griego uncial (es decir, empleando mayúsculas) y latín, fechado aproximadamente en el siglo VI. Originalmente contenía todo el texto griego y latino de las cartas de san Pablo, incluida la Epístola a los hebreos, en 533 folios de pergamino, de formato 24.5x19.5 cm. Toma su nombre de la ciudad francesa de Clermont (Oise), donde fue encontrado por el estudioso calvinista Teodoro de Beza en septiembre de 1590, una vez las tropas de Enrique IV de Francia, tomaron y saquearon esta villa de la Liga Católica.
El códice contiene también el Catalogus Claromontanus, compuesto en Occidente en el siglo IV, que enumera los libros considerados canónicos e indica el número de líneas que tenía cada obra. Además de los libros que actualmente son considerados canónicos, la lista comprende también algunos apócrifos como la Tercera epístola de Pablo a los corintios, los Hechos de Pablo, el Apocalipsis de Pedro. Asimismo, conserva textos de otros escritos como la Carta de Bernabé y el Pastor de Hermas.
El texto griego de este códice es una representación del Tipo textual occidental. Kurt Aland lo ubicó en la Categoría II. Actualmente se conserva en la Bibliothèque nationale de France (Gr. 107).